# 阿德萊德大學 (2026年)
阿德萊德大學（英語：Adelaide University）是一家預定於2026年1月1日成立的澳洲大學，由原阿德萊德大學和南澳大學合併而成。
作為澳洲八校聯盟之一，其宗旨是創建一所卓越的澳洲研究型大學，並革新高等教育，改善學生的學習體驗。相關配套法律已經於2023年11月獲得南澳州議會通過。